# 小行星25093
小行星25093（25093 Andmikhaylov）是一颗绕太阳运转的小行星，为主小行星带小行星。该小行星于1998年9月19日发现。

## 轨道参数
小行星25093的轨道半长轴为353 388 860 km，2.3622250 UA，离心率为0.099。